# People’s Free Library of South Carolina
Die People’s Free Library of South Carolina ist eine ehemalige Bibliothek in Lowrys, Chester County, South Carolina. Das historische Gebäude befindet sich wenige Meter entfernt von der Zion Presbyterian Church und dient heute als Museum.
Seit 1982 ist es als Eintrag im National Register of Historic Places verzeichnet.

## Geschichte
Der Bau und der Betrieb der Bibliothek wurde im Jahr 1903 von Delano S. Fitzgerald, einem Arzt aus Baltimore, gestiftet, der sich jeden Winter in Lowrys zur Jagd aufhielt. Das Grundstück, auf dem sich die Bibliothek befindet wurde, von J. S. Guy für den Betrag von einem US-Dollar zur Verfügung gestellt, unter der Bedingung, dass das Grundstück samt Gebäude an die Zion Presbyterian Church geht, wenn der Bibliotheksbetrieb eingestellt wird. Der Betrieb als Ausleihbibliothek begann im Jahr 1904 mit einem ebenfalls von Fitzgerald gespendeten Bestand von 1381 Publikationen, der bis 1924 auf 8000 Publikationen anwuchs.
Als Ergänzung zur stationären Bibliothek gab es bis ins Jahr 1908 eine Fahrbibliothek. Für diesen Zweck wurde der ansässige Farmer Walter Bankhead angeheuert und befuhr jeden Monat mit einem Pferdegespann eine Route mit 22 Haltepunkten in Chester County und York County. An jedem Haltepunkt wurde dann ein Holzkasten mit etwa 45 Publikationen abgestellt. Von den ehemaligen 22 Holzkästen existieren heute noch zehn: fünf befinden sich in der People’s Free Library of South Carolina, vier in der Chester County Library und einer in der South Carolina State Library.
Die Bibliothek wurde anfangs von Florence Guy Anderson Jenkins geleitet und später von Freiwilligen. Im Jahr 1925 wurde die Bibliothek geschlossen. 1936 wurde sie wiedereröffnet als Teil des Chester County Library Systems und 1954 dann endgültig geschlossen. Die Bestände gingen an die Chester County Library. Wie in der Überschreibungsurkunde von 1903 von J. S. Guy festgelegt, ging das Grundstück und Gebäude an die Zion Presbyterian Church über. Danach stand das Gebäude für mehrere Jahre leer, bis 1972 der örtliche Thursday Afternoon Club sich der Restaurierung im Zusammenhang mit Lowrys 200-Jahr-Feier der Unabhängigkeitserklärung im Jahr 1976 annahm und es zum Museum umfunktionierte.

## Beschreibung
Die People’s Free Library of South Carolina ist ein kleines einstöckiges Gebäude und besteht nur aus einem Raum. Das rechteckige Gebäude steht auf einem Pfahlfundament und besitzt an der Frontseite (Südostseite) und der rechten Seite (Nordostseite) eine Veranda. An der Holzfassade ist eine Stülpschalung angebracht. Die Frontseite besteht aus einer in der Mitte gelegenen Tür und jeweils rechts und links davon einem Schiebefenster; die anderen Seiten besitzen jeweils ein Schiebefenster in der Mitte. Das Dach ist ein Satteldach mit einem Schornstein in der Mitte.
In der Mitte des Raumes steht ein Holzofen. An den Wänden stehen Bücherregale und unter den Fenstern die historischen Holzkästen. Daneben gibt es im Inneren Stühle und einen Schreibtisch.